# Jürg Röthlisberger
Jürg Röthlisberger nebo Juerg Roethlisberger, (* 2. února 1955 Adliswil, Švýcarsko) je bývalý švýcarský zápasník – judista, olympijský vítěz v judu z roku 1980.

## Sportovní kariéra
Vyrůstal na předměstí Curychu v Adliswilu. Začínal s tradičním švýcarským zápasem schwingen. Na střední škole se v 15 letech seznámil s judem v klubu Nippon Zürich. Ve švýcarské seniorské reprezentaci se pohyboval od roku 1974. V roce 1976 využil kvalitní přípravy k zisku nečekané bronzové olympijské medaile na olympijských hrách v Montrealu. V roce 1980 patřil k adeptům na olympijskou medaili na olympijských hrách v Moskvě. Po dobrém nalosovaní nastupoval v semifinále proti největšímu favoritu domácímu Alexandru Jackevičovi a zvítězil minimálním rozdíl na koku. Sověti po zápase reklamovali jeho dle pravidel nevyhovující judogi, ale rozhodčí jejich protest zamítli. Ve finále nastoupil proti Kubánci Isaacu Azcuyovi a po vítězství na juko získal zlatou olympijskou medaili. Po olympijských hrách se rozloučil s reprezentací. Sportovní kariéru ukončil koncem osmdesátých let a ze sportovní/veřejné scény odešel do ústraní.

## Výsledky
| Turnaj             | 1975      | 1976      | 1977         | 1978         | 1979         | 1980         |
| Turnaj             | 20        | 21        | 22           | 23           | 24           | 25           |
| Turnaj             | polotěžká | polotěžká | střední váha | střední váha | střední váha | střední váha |
| ------------------ | --------- | --------- | ------------ | ------------ | ------------ | ------------ |
| Olympijské hry     |           | 3.        |              |              |              | 1.           |
| Mistrovství světa  | úč.       |           |              |              | úč.          |              |
| Mistrovství Evropy | úč.       | úč.       | 2.           | 3.           | 1.           | ?            |

## Podrobnější výsledky

### Olympijské hry
| Rok      | Kategorie      |  | 1/64      | 1/32                             | 1/16                              | čtvrtfinále                     | semifinále                          | o bronz                      | finále                    |
| -------- | -------------- |  | --------- | -------------------------------- | --------------------------------- | ------------------------------- | ----------------------------------- | ---------------------------- | ------------------------- |
| LOH 1976 | polotěžká váha |  | volný los | výhra - 2:14/ysg Eliudis Benítez | výhra - yuk/tai Tommy Martin      | výhra - kok/teg Johan Schåltz   | prohra - 0:57/oej Kazuhiro Ninomija | výhra - (yus) Dietmar Lorenz | —                         |
| LOH 1980 | střední váha   |  | x         | výhra - yuk/? Bertil Ström       | výhra - 2:37/? Henri-Richard Lobe | výhra - (fus) Kostas Papakostas | výhra - kok/? Alexandr Jackevič     | —                            | výhra - yuk/? Isaac Azcuy |